# موريس فيريه
موريس فيريه هو سياسي أمريكي، ولد في 23 يونيو 1935 في بونس، بورتوريكو في الولايات المتحدة، وتوفي في 19 سبتمبر 2019 في ميامي في الولايات المتحدة بسبب سرطان. نشط حزبياً في الحزب الديمقراطي. وقد انتخب Mayor of Miami ‏.